# Luka Marić (nogometaš)
Luka Marić (Pula, 25. travnja 1987.), hrvatski nogometaš.

## Vanjske poveznice
- Soccerway
- 90minut.pl
- Statistics Football   Arhivirana inačica izvorne stranice od 23. studenoga 2018. (Wayback Machine)
- Sportnet  Arhivirana inačica izvorne stranice od 17. listopada 2014. (Wayback Machine)
- Statistike hrvatskog nogometa
- Transfermarkt
- Welfussball